# 保彬
保彬（1936年3月—2023年1月2日），男，蒙古族，江苏南通人，中国装饰艺术家、国画家、设计教育家，曾任南京艺术学院院长。